# Coppa dell'Imperatore 1973
La Coppa dell'Imperatore 1973 è stata la cinquantatreesima edizione della coppa nazionale giapponese di calcio.

## Formula
Vengono confermati formato e criteri di ammissione alla competizione, con l'aggiunta di un ulteriore turno preliminare in ragione dell'aumento a 26 del numero delle squadre partecipanti.

## Squadre partecipanti
Japan Soccer League
- Mitsubishi HI
- Hitachi
- Yanmar Diesel
- Towa Real Estate
- Furukawa Electric
- Nippon Steel
- Toyota Motors
- Toyo Kogyo
- Nippon Kokan
- Tanabe Pharma

Squadre regionali
- Dainichi Densen (Kinki)
- Chūō Daigaku (Kantō)
- Eidai Sangyo (Chūgoku)
- Honda Motor (Tokai)
- Hosei Daigaku (Kantō)
- Kyoto Shiko (Kinki)
- Kyūshū University (Kyūshū)
- Meijo University (Chūbu)
- Nihon Daigaku (Kantō)
- Nippon Steel Kamaishi (Tohoku)
- Osaka Shodai (Kinki)
- Osaka Keidai (Kinki)
- Otsuka Pharma (Shikoku)
- Sapporo University (Hokkaidō)
- Teihens (Hokuriku)
- Waseda Daigaku (Kantō)

## Date
| Turno            | Data             |                 |
| ---------------- | ---------------- | --------------- |
| Primo turno      | 2 dicembre 1973  |                 |
| Secondo turno    | 9 dicembre 1973  |                 |
| Terzo turno      | 16 dicembre 1973 |                 |
| Quarti di finale | 23 dicembre 1973 |                 |
| Semifinali       | 30 dicembre 1973 |                 |
| Finale           | 1º gennaio 1974  | 1º gennaio 1974 |

## Risultati

### Primo turno
| Squadra 1     | Risultato | Squadra 2             |
| ------------- | --------- | --------------------- |
| Chūō Daigaku  | 3 - 0     | Nippon Steel Kamaishi |
| Otsuka Pharma | 3 - 1     | Osaka Keidai          |

### Secondo turno
| Squadra 1          | Risultato            | Squadra 2         |
| ------------------ | -------------------- | ----------------- |
| Chūō Daigaku       | 1 - 4                | Toyota Motors     |
| Eidai Sangyo       | 1 - 0                | Dainichi Densen   |
| Waseda Daigaku     | 1 - 0                | Meijo University  |
| Osaka Shodai       | 3 - 2                | Kyūshū University |
| Kyoto Shiko        | 2 - 2 2 - 3 (d.c.r.) | Honda Motor       |
| Sapporo University | 0 - 4                | Nihon Daigaku     |
| Teihens            | 0 - 8                | Hosei Daigaku     |
| Otsuka Pharma      | 1 - 2 (d.t.s.)       | Tanabe Pharma     |

### Terzo turno
| Squadra 1        | Risultato            | Squadra 2         |
| ---------------- | -------------------- | ----------------- |
| Toyota Motors    | 0 - 3                | Nippon Kokan      |
| Toyo Kogyo       | 1 - 0                | Eidai Sangyo      |
| Waseda Daigaku   | 2 - 2 1 - 3 (d.c.r.) | Furukawa Electric |
| Hitachi          | 3 - 0                | Osaka Shodai      |
| Honda Motor      | 1 - 4                | Yanmar Diesel     |
| Towa Real Estate | 2 - 0                | Nihon Daigaku     |
| Hosei Daigaku    | 1 - 1 4 - 5 (d.c.r.) | Mitsubishi HI     |
| Nippon Steel     | 2 - 0                | Tanabe Pharma     |

### Quarti di finale
| Squadra 1     | Risultato | Squadra 2         |
| ------------- | --------- | ----------------- |
| Nippon Kokan  | 3 - 4     | Toyo Kogyo        |
| Hitachi       | 3 - 1     | Furukawa Electric |
| Yanmar Diesel | 1 - 0     | Towa Real Estate  |
| Mitsubishi HI | 2 - 0     | Nippon Steel      |

### Semifinali
| Squadra 1     | Risultato      | Squadra 2     |
| ------------- | -------------- | ------------- |
| Toyo Kogyo    | 0 - 2 (d.t.s.) | Hitachi       |
| Mitsubishi HI | 1 - 0          | Yanmar Diesel |

### Finale
| Tokyo 1º gennaio 1974 | Mitsubishi Heavy Ind. | 2 – 1 | Hitachi | National Stadium |